# Fortini/Cani
Pour plus de détails, voir Fiche technique et Distribution.
Fortini/Cani est un film italien réalisé par Jean-Marie Straub et Danièle Huillet, sorti en 1976.

## Synopsis
Après Introduction à la « Musique d'accompagnement pour une scène de film » et Moïse et Aaron, Fortini/Cani est le troisième volet de cette sorte de « Triptyque juif » des Straub-Huillet.  
Franco Fortini y lit de nombreux extraits de son livre Les Chiens du Sinaï (I Cani del Sinai), dans lequel il évoque notamment la condition des Juifs pendant la guerre, la politique internationale, le judaïsme, Israël et la Palestine.

## Fiche technique
- Titre : Fortini/Cani
- Réalisation : Jean-Marie Straub et Danièle Huillet
- Scénario : Franco Fortini d'après son livre Les Chiens du Sinaï[1] (I Cani del Sinai)
- Photographie : Renato Berta
- Son : Jeti Grigioni
- Montage : Straub-Huillet
- Production : Straub-Huillet, avec Rai 2 (Rome), Sunchild Productions et Institut de l'Audiovisuel (Paris), New Yorker Films et Artificial Eye (Londres).
- Budget : 22 000 000 lires (150 000 F)
- Pays d'origine :  Italie
- Format : Couleurs - 16 mm - 1,37:1 - Mono
- Genre : Film politique
- Durée : 83 minutes
- Date de sortie : 16 septembre 1976

## Distribution
- Franco Fortini : lui-même
- Luciana Nissim : elle-même
- Adriano Aprà : lui-même

## Exergue
« « Faire le chien du Sinaï », locution des nomades qui un temps parcoururent le haut-plateau désertique de El Tih, au nord du mont Sinaï. Sa signification oscille entre courir en aide au vainqueur, être du côté des patrons, exhiber de nobles sentiments. Sur le Sinaï il n'y a pas de chiens. »

— Franco Fortini, Les Chiens du Sinaï